# Циннолин
Циннолин (бензо[c]пиридазин, 1,2-диазанафталин) — гетероциклический азотсодержащий ароматический углеводород.

## Физические и химические свойства
Циннолин представляет собой светло-жёлтое кристаллическое вещество. В воде малорастворим, но хорошо растворяется в большей части органических растворителей.
Проявляет основные свойства (pKa = 2,70 в водных растворах, 25 °C), в частности, образует стабильные одноосновные соли с минеральными, гексахлороплатиновой и пикриновой кислотами.
Благодаря наличию двух атомов азота в нафталиновом цикле относится к π-дефицитным гетероароматическим соединениям. Это обусловливает необходимость проведения электрофильного замещения в бензольное ядро в достаточно жёстких условиях. При этом замещение протекает в 5- и 8-положение.
При действии на циннолин пероксида водорода в среде уксусной кислоты при 90°С образуются 1- и 2-оксиды и 1,2-диоксид. Окисление циннолина перманганатом калия в щелочной среде ведёт к разрыву цикла и образованию пиридазин-3,4-дикарбоновой кислоты.

## Получение
В природе циннолин и его производные не встречаются. Их синтез возможен по следующим схемам:

## Биологическая роль
Производные циннолина токсичны. Некоторые из них (аминопроизводные, иодметилаты и др.) проявляют антибактериальные свойства.